# Тер-Аствацатурян, Иосиф Андреевич
Иосиф Андреевич Тер-Аствацатурян (арм. Հովսեփ Տեր-Աստվածատրյան; 19 апреля [1 мая] 1886, Шуша — 19 июля 1938, Ереван) — советский инженер-энергетик, основатель армянского гидроэнергостроения.

## Биография
Родился 19 апреля (1 мая) 1886 года в городе Шуша. Окончив Шушинское реальное училище, поступил в Петербургский институт инженеров путей сообщения, который окончил в 1912 году в звании инженера-строителя первого разряда. Во время Первой мировой и Гражданской войн работал на восстановлении мостов, дорог, тоннелей, железнодорожных и водных переправ.
В 1922 году вернулся в Армению, был назначен начальником и главным инженером строительства Ширакского оросительного канала, руководил строительством энергоирригационного комплекса на реке Ахурян, в состав которого входил туннель длиной 3 км и канал протяжённостью 20 км. Войдя в строй, этот канал обеспечил орошение 12 тысяч гектаров земли. 
В 1927 году Иосиф Тер-Аствацатурян был направлен на строительство гидроэлектростанции на реке Дзорагет — ДзораГЭС, ставшей первой в СССР высоконапорной электростанцией. Строительство велось в сложных условиях и требовало некоторых инженерных решений, которые были применены впервые:
- Впервые был построен напорный тоннель диаметром 3,2 м и протяжённостью 2,5 км.
- Впервые в СССР построена двухкамерная уравнительная шахта.
- Впервые в мировой практике применён тензометрический акустический прибор измерения горного давления на тоннельную облицовку.
- Впервые применена оригинальная конструкция автоматического самовыкатывающегося цилиндрического затвора.

Дзорагетская ГЭС была запущена в 1932 году. За руководство её строительством Иосиф Андреевич был награждён орденом Ленина.
Иосиф Тер-Аствацатурян был первым председателем Государственной комиссии гидротехнического факультета Ереванского политехнического института, воспитавшей целое поколение инженеров-гидростроителей. В 1930 году его назначили директором новообразованного Армянского НИИ сооружений и стройматериалов (АИСМ, позднее АрмНИИСС). С 1930 года он также возглавлял техническое бюро Севанского комитета, которое на основе исследований Академии наук СССР составило комплексную схему использования озера Севан. Эта схема предусматривала орошение свыше 140 тыс. гектаров засушливых земель и выработку 2,5 млрд кВт•ч электроэнергии на каскаде из шести гидростанций.
В 1936 году вошла в строй первая электростанция каскада — Канакерская ГЭС; Иосиф Тер-Аствацатурян продолжал работать над строительством Севан-Разданского каскада, однако в июне 1937 году он был арестован, обвинён во «вредительстве» и 19 июля 1938 года расстрелян.
В 1954 году был посмертно реабилитирован.
В 1966 году Канакерской ГЭС было присвоено его имя и на её территории установлен его памятник.